# Дэвисон, Алан
Алан Дэвисон (англ. Alan Davison; 24 марта 1936, Илинг, Англия — 14 ноября 2015, Северный Фалмут, Массачусетс) — английский химик-неорганик, синтетик. Профессор в Массачусетском технологическом институте; член Королевского общества (FRS). Работал в области металлоорганической химии, химии переходных металлов. Совместно с Алуном Джонсом сделали крупное открытие изотопа технеция (99mTc-SESTAMIBI), который обладал способностью избирательно локализоваться в сердечной мышце человека, тем самым значительно расширив практику ядерной медицины для мирового сообщества.

## Биография
Алан Дэвисон родился в Илинге (Англия) 24 марта 1936 года. Он был единственным ребенком в семье Джона Уильяма Дэвисона (1898–1984), рисовальщика из Дарема (Англия) и миссис Эллен Джейн (Вудли) Дэвисон (1907-1976), швеи из Кенфига и Порт Талбот (Южный Уэльс). Его дедушкой и бабушкой по отцовской линии были Джозеф Дэвисон (родился 1874 г., производитель мебели) и Мэри Элеонора (Карр) Дэвисон (родилась 1874 г.) из Лоу Фелла, Ньюкасл, Англия. Дедушкой и бабушкой Алана по материнской линии были Джеймс Томас Вудли (родился 1881 г., военнослужащий в бурской войне) и миссис Эллен (Фуэлл) Вудли (родилась 1883 г.) из Сент-Мэрилебон, Лондон.
Родители Алана переехали в Южный Уэльс вскоре после его рождения. После школы, будучи практичным и предприимчивым молодым парнем, он пошел работать в лабораторию сталелитейного завода в Южном Уэльсе, чтобы увеличить доход семьи. Коллеги по работе поощряли его учебу в Техническуой школе НИТ и получение стипендии в недавно созданном (1920 г.) Университете Суонси. По окончании Суонси, Алан был удостоен Королевской стипендии в Имперском колледже в Лондоне, где он получил кандидатскую степень в области неорганической химии в 1962 году от сэра Джеффри Уилкинсона (1921-1996). Одними из студентов исследовательской группы Уилкинсона и Дэвисона были Мартин Беннетт, Денис Эванс, Рэй Колтон, Малкольм Грин, Билл Гриффит, Эдди Абель и Джон Осборн. Все они впоследствии стали профессорами химии в университете, что способствовало рождению современной металлоорганической и неорганической химии. Джеффри Уилкинсон совместно с Е.О. Фишером был удостоен Нобелевской премии по химии в 1973 году.
В своих исследованиях в качестве аспиранта Алан приобрел навыки, необходимые для синтеза металлоорганических соединений переходных металлов, которые были особенно чувствительны к воде и кислороду. Его основное внимание было уделено карбонильным соединениям переходных металлов. После защиты кандидатской диссертации, по совету Джеффри Уилкинсона, который в свое время находился в Соединённых Штатах в Гарвардском университете и Массачусетском технологическом институте (МТИ), Алан Девисон был назначен преподавателем химии в Гарвардский университет. В августе 1962 г. Алан переехал в Массачусетс.

## Научная деятельность
С 1962 по 1964 года Алан работал в Гарвардском университете, где совместно с Ричардом Х. Холмом изучали комплексы металлов, содержащих дитиоленовые лиганды, которые имеют отношение к биоорганической химии. Они использовали спектроскопию электронного парамагнитного резонанса (ЭПР), из чего сделали вывод о том, что неспаренный электрон в никелевом комплексе основан на металле ,. В статье «Миф о никеле (III) и никеле (IV) в планарных комплексах», Гарри Грей, FRS, из Калифорнийского технологического института, пришел к другому выводу, предполагая, что неспаренный спин был лигандом, а не локализованным металлом. Это академическое соперничество разожгло конкурентную, но коллегиальную дискуссию, которая продолжалась в течение многих лет и вызвала взаимную добродушную дружбу между химиками.
В 1964 году Алан был назначен доцентом кафедры неорганической химии в Массачусетском технологическом институте. Там он вернулся к исследованиям в области металлоорганической химии. Он особенно гордился тем, что определил расстояние между марганцево-водородной связью с помощью первого нейтронно-дифракционного исследования карбонилгидрида металла . Природа связи металл-водород играет центральную роль в металлоорганической химии, и исследования Дэвисона в этой области помогли установить понимание того, что атом водорода столь же стереохимически активен, как и более крупный лиганд, и не скрыт в валентной электронной оболочке атома металла. Другим значимым вкладом в эти годы были его фундаментальные исследования переходного металла и химии бора. При изучении свойств, связывающих углерод-металл в циклических углеводородах , он расширился до реакций комплексов металлов с борановыми кластерами  и синтезировал новое, но стабильное соединение, в котором трикарбонильное звено железа заменило апикальную часть BH пентаборана-9.. Это была ранняя демонстрация изолобального принципа, разработанного Роальдом Хоффманном, FRS, и описанного в его лекции при получении Нобелевской премии 1976 года. Эта молекула была изображена на обложке книги «Химия элементов» (первое издание) Гринвуда и Эрншоу, что в то время было очень редкой честью. Спустя годы Алан Дэвисон применил свой опыт по химии бора с переходными металлами в медицине в области нейтрон-захватной терапии бором (Boron-neutron capture therapy).
Одним из ранних значительных вкладов Алана Девисона было использование и расшифровка информации, полученной на новом спектроскопическом приборе - ядерном магнитном резонансе (ЯМР).  В классической работе, в соавторстве с Ф. Альбертом Коттоном, Стивеном Дж. Липпардом и другими, проблема ЯМР-эквивалентности всех протонов в несвязанном «сэндвич» циклопентадиенильном лиганде была решена таким образом, что породила концепцию стереохимической мягкости и текучести, которая в настоящее время распространена в широкой области металлоорганической химии.
В серии публикаций Дэвисон использовал ферроцен в качестве строительного элемента при разработке нового класса бидентатных фосфиновых лигандов. Таким образом, «сэндвич-комплекс» использовался в качестве окислительно-восстановительного лиганда между двумя атомами фосфора, чьи неподеленные электронные пары могли связываться с другим центром переходного металла; эта стратегия все еще часто используется в поисках новых индивидуальных лигандов. Изучение разнообразных исследований и реактивности новых металлических комплексов способствовало получению Дэвисоном звания профессора в Массачусетском технологическом институте в 1974 году. Он продолжал преподавать предметы бакалавриата и магистратуры по химии и непрерывно проводил исследования в Массачусетском технологическом институте в течение 31 года, а затем был почетным профессорм еще 10 лет.

## Исследования в области химии ядерной медицины
В 1970 году в Гарвардской медицинской школе (ГМШ) факультет клинического обучения создал Объединенную программу по ядерной медицине (JPNM) в качестве учебной и исследовательской базы вместе с известными больницами в Бостоне, штат Массачусетс. Сотрудничество между институтами помогло в изучении и практическом применение быстро растущей области ядерной медицины и содействию в сотрудничестве исследователей в области радиологии, радиохимии, радиационной биологии, радиационной физики и медицины внутренних болезней. Гарвардская JPNM была основана С. Джеймсом Адельштейном, в то время доцентом радиологии в Гарвардской медицинской школе. В 1971 году д-р Адельштейн пригласил в JPNM молодого британского химика Алуна Джонса (Кандидат наук по ядерной химии 1969 г., университет Ливерпуля, Англия). Будучи доцентом, в 1974 году Джонс стремился сотрудничать с Аланом Дэвисоном, чтобы получить доступ к синтетическим и теоретическим знаниям неорганической химии в Массачусетском технологическом институте. Примерно в это же время Дэвисон и другие химики-неорганики начали моделировать и понимать сущность металлических центров для функционирования ферментов в биологических системах, поэтому профессору Ричарду Холму из Гарвардской медицинской школы казалось естественным направлять Алуна Джонса к профессору Дэвисону в Массачусетский технологический институт.
Дэвисон и Джонс объединили области классической химии и радиологической науки, чтобы обеспечить рациональное применение нового доступного изотопа 99mTc в области ядерной медицины. Элемент технеций представляет собой металл и находится в центре периодической таблицы; однако, все радиоактивные изотопы технеция, в том числе и 98Tc, с самым длинным периодом полураспада 4,2 миллиона лет, распались еще до формирования жизни на Земли. Это означало, что влияние технеция на организм человека было неизвестно, так же, как и природа реакционной способности металла. Хотя существование 43 элемента было предсказано российским химиком Дмитрием Ивановичем Менделеевым (1834–1907), его свойства и химия были в основном гипотетическими вплоть до 1930-х годов и открытия контролируемой трансмутации элементов (Segrè & Seaborg 1938).
В 1950-х годах, после разработки атомной бомбы в 1940-х годах, программа ООН «Атом для мира» была сосредоточена на мирном использовании радиоактивности (Myers, 1979). Основными изотопами, представляющими интерес, были нуклиды йода из-за их критического воздействия в результате применения ядерного оружия. Однако из всех изучаемых изотопов 99mTc обладали лучшими ядерными свойствами (физический период полураспада - шесть часов) для визуализации человеческого тела с помощью, недавно разработанной, «камеры гнева». Поскольку гамма-фотон с энергией 140 кэВ имел достаточную энергию для проникновения в организм человека, при этом не взаимодействовал и не генерировал реактивные ионы, но был эффективным при обнаружении (1957).
Практический аспект доступности короткоживущего 99mTc был решен в 1960 году после создания генератора 99Mo/99mTc Пауэллом Ричардсом в Брукхейвенской национальной лаборатории (БНЛ) в Нью-Йорке (1960 г.). При этом хроматографическом разделении долгоживущий исходный радионуклид 99Mo (t1/2 = 66 ч, как Na2[MoO4]) был адсорбирован на оксиде алюминия. После эмиссии бета-частиц каждый атом молибдена мутировал в короткоживущий дочерний нуклид 99mTc (t1/2 = 6ч), который быстро отделялся от [MoO4]2– в изотоническом солевом растворе в виде [TcO4]-. Наиболее устойчивой химической формой технеция со степенью окисления +7 в присутствии воды и кислорода является соединение Na[TcO4]. Ацетат пертехнетата имеет такой же размер и заряд, что и анион йодида, и аналогично концентрируется в щитовидной железе млекопитающих после внутривенной инъекции. Визуализация тканей организма вдохновила исследователей эмпирически добавлять практически любой металлический хелат с восстановителем и наблюдать за распределением у животных. Изобретатель первого быстрого процесса получения различных чистых соединений технеция, Уильям С. Экельман, придумал фразу «мгновенные наборы» и их биологическую оценку как «хроматографическая крыса» (Eckelman & Richards 1970). Эти быстрые «наборы» в сочетании с генератором 99mTc открыли путь к разработке многочисленных практических приложений для визуализации и диагностики различных заболеваний человека. Традиционное исследование химического состава 99mTc было осложнено тем фактом, что масса технеция, элюируемого из типичного генератора 99mTc, находилась в диапазоне пикограмм, что было намного ниже концентрации, которую могли обнаружить спектроскопические методы того времени.
Используя эмпирический подход «хроматографическая крыса», к середине 1970-х годов многочисленные исследователи начали изучать орган-специфическую визуализацию различными 99mTc-хелатными соединениями. Первоначальное сотрудничество Дэвисона и Джонса было сосредоточено на подборе структур технеция, помогающих визуализировать почки и кости.
Примерно в это же время Дэвисон получил несколько миллиграммов долгоживущего нуклида 99Tc (t1/2 = 211 000 лет) от Министерства энергетики США и вместе с аспирантами Харви С. Тропом (Ph.D. 1979, МТИ), Крисом Орвигом (Ph.D. 1981, МТИ), Бруно В. Де Памфилис (Ph.D. 1981, МТИ) и Джеймс В. Бродак (Ph.D. 1981, МТИ) начал синтезировать соединения технеция в более высокой степенью окисления, чтобы идентифицировать структуры в клинических «мгновенных наборах» 99mTc. Первоначально для изготовления тканеспецифичных лекарств эти наборы были одобрены, как безопасные и эффективные, локализующиеся в определенных органах. Но точная структура технецийсодержащих соединений была неизвестна, поскольку концентрация была слишком низкой для проведения классической спектроскопии. Дэвисон и Джонс обычно начинали с классической химии и спектроскопической характеристики, проводимой в лабораториях Массачусетского технологического института с использованием макроскопических количеств долгоживущего нуклида 99Tc, а затем переводили на уровень индикатора с использованием более короткого изотопа 99mTc для биологической оценки в лаборатории Джонса в Гарвардской медицинской школе. Это было сложнее, чем предполагалось, потому что продукты реакций технеция изменяются, так как элемент имеет тенденцию соединяться в металл-металл при более высоких концентрациях с образованием кислородных мостиковых многоцентрово-центрированных комплексов. Однако, в очень разбавленных концентрациях технеция из генератора 99Mo/99mTc, как в «мгновенных наборах», кинетически стабильные моноядерные комплексы технеция образуются с избытком хелата до того, как металл самореагирует.
Дэвисон и Джонс наиболее известны своей работой с шестью координатными изоцианидными комплексами технеция (I), исследования, которые привели к разработке 99mTc-SESTAMIBI (Cardiolite – Кардиолит), первого успешного агента для визуализации сердца на основе 99mTc. 99mTc-SESTAMIBI в настоящее время используется во всем мире и известен как золотой стандарт для визуализации перфузии миокарда, который помог продвинуть область ядерной кардиологии. До 1982 года сообщалось, что соединения четвертичного аммония накапливались в сердечной мышце, и в 1960-х годах австралийский химик сэр Рональд Сидней Ньюхолм также сообщал о получении катионных октаэдрических комплексов в форме [Tc(diars)2X2]+. Хотя никто не верил, что катионные комплексы технеция будут напоминать гидратированный [K+] или катион аммония. Но аспирант Дэвисона, Майкл Абрамс (Ph.D. 1982, МТИ), продолжал делать некоторые комплексы Tc+. Он выделил и охарактеризовал несколько 6-координатных липофильных катионных комплексов технеция (I) с алкилизоцианидами. Что еще более важно, он получил эти соединения с достаточным количественным выходом, начиная с пертехнетата натрия в воде и в присутствии воздуха. Быстрый, эффективный синтез потребовался из-за короткого периода полураспада радиоактивного изотопа технеция. Был преодолен скептицизм ученых, так как до этого соединения технеция (+1) не могли получить в чистом виде и стабильными в воде.
Катионные комплексы изоцианид-технеций позволили in vivo оценить у животных биологическое распределение и накопление вещества в здоровой сердечной мышце. Было выявлено, что прототип катионных Tc-99m-diars, о которых сообщает Ньюхолм, имел сходное накопление в миокарде практически всех протестированных видов (включая приматов, не являющихся человеком), за исключением людей. Несмотря на то, что многочисленным исследования препятствовали неудачи при воздействии на сердечную мышцу человека, Дэвисон и Джонс (с помощью кандидата наук Джона Листера-Джеймса) продвинулись в тестировании соединения трет-бутилизоцианида на людях-добровольцах в Бригаме и женской больнице в Бостоне. Фактически, первым волонтером был директор JPNM и декан Гарвардской медицинской школы. Первые изображения человеческих органов были лучше, чем на животных, хотя в легких и печени наблюдалось значительное накопление и задержка препарата, что мешало четким изображениям вершины сердечной мышцы. Третьим волонтером был сам Алан Дэвисон, который выполнил первое исследование визуализации органов с использованием технеция.
Первые успешные изображения человеческого сердца в 1984 году вдохновили другого аспиранта Дэвисона, Джеймса Кронауге (Ph.D. 1987, МТИ), на синтез и тестирование различных функционализированных изоцианидных соединений, что привело к образованию соединений второго поколения с меньшей задержкой в легких и быстрым гепатобилиарным клиренсом. В это время поддержка со стороны промышленности (DuPont Pharma) ускорилась, и с помощью бывших студентов Дэвисона Тимоти Р. Кэрролла (Ph.D. 1984, МТИ) и Карен Линдер (Ph.D. 1986, МТИ) было выявлено третье поколение и быстрая трансметализация препаратов. Процесс был разработан для получения стабильной лиофилизированной композиции и последующего его коммерческого использования (Kiat et al. 1989).
Промышленная поддержка со стороны фармацевтической компании Дюпон (DuPont) для коммерческого производства и распространения наборов, а также для разработки и проведения объективных многоцентровых клинических испытаний, позволили корректировать дефекты изображения миокарда с блокированием кровотока у пациентов с подозрением на сердечный приступ. После компиляции, статистического анализа и представления клинических данных диагностическое средство визуализации получило одобрение и разрешение Управления по санитарному надзору за качеством пищевых продуктов и медикаментов США (FDA) в 1990 году для определения местоположения предполагаемых инфарктов миокарда. В 1980-х тестирование в поддержку одобрения FDA Кардиолита требовалось только для демонстрации клинической безопасности и эффективности для визуализации миокарда пропорционально кровотоку и, таким образом, потенциально выявлять коронарную блокаду. После определения места закупорки (или конкретной коронарной артерии) кровоток может быть восстановлен с помощью операции шунтирования коронарной артерии или, с недавних пор, с помощью чрескожной транслюминальной коронарной ангиопластики (ЧТБКА). ЧТБКA - это процедура, при которой длинная узкая трубка (или катетер) проходит через бедренную артерию в ноге, вверх по кровеносным сосудам к аорте и в коронарную артерию в месте закупорки. Как только направляющий катетер установлен, баллонный катетер продвигается через участок закупорки и надувается, чтобы разжать закупорку и расширить артерию. Затем баллон спускают и внутри коронарной артерии может быть размещена расширяемая волоконная сетка или стент, чтобы сосуд оставался открытым.
Сочетание процедуры визуализации и процедуры реваскуляризации для открытия заблокированных коронарных артерий позволяет крови повторно перфузировать ткани и поставлять кислород и питательные вещества для восстановления сердечной мышцы. Надлежащее использование диагностики и вмешательство не только спасло миллионы жизней за эти годы, но также значительно улучшило качество жизни этих пациентов. Фактически, сам Алан Дэвисон получил одобренный препарат во второй раз как жертва сердечного приступа, спустя приблизительно 11 лет после его обнаружения. Таким образом, можно сказать, что обнаруженный им препарат помог продлить его жизнь еще на 18 лет.
Хотя Кардиолит был эффективен при локализации закупоренных коронарных артерий, механизм накопления и удержания сердечной мышцой был чисто теоретическим. С 1988 по 1995 год Дэвисон сотрудничал с исследователями в Бригаме и Женской больнице (включая Дэвида Пивинка-Вормса, Мэри Л. Чиу и Джеймса Кронауге), чтобы определить механизм поглощения и субклеточную локализацию накопления миоцитов. Коммерческая доступность наборов Кардиолитов и быстрое развитие визуализации перфузии миокарда (MPI) привели к развитию области ядерной кардиологии и значительному росту практической ядерной медицины. Использование Кардиолита во всем мире в 2010 году составило около 40 миллионов процедур (через два года после того, как он стал универсальным) или около 20 миллионов процедур только в Северной Америке.
Вскоре после одобрения регулирующих органов для постановки клинического диагноза у пациентов с сердечным приступом врачи стали наблюдать необычные очаговые скопления или «горячие точки» в близлежащих областях грудной клетки, которые оказались опухолями. Исследования биологии раковых клеток в лаборатории Алана Джонса в Гарварде выявили накопление 99mTc-SESTAMIBI в митохондриях высоко метаболических и быстро растущих опухолевых клеток, а также быстрое выведение при раках, которые проявляли множественную лекарственную устойчивость к химиотерапевтическим агентам. 99mTc-SESTAMIBI был впоследствии клинически протестирован и одобрен для визуализации рака щитовидной железы и молочной железы, где он очень ценен для визуализации опухолей у женщин с плотной грудью, когда маммография не дает результатов.
Сотрудничество между Дэвисоном и Джонсом было исключительно продуктивным, благодаря синергии между их личностями. Хотя их манеры казались совершенно разными, они акцентировали друг друга, поскольку у Дэвисона было необузданное воображение, а Джонс обеспечивал дотошную организацию и доводил дело до конца, чтобы представить внушительное предложение об исследованиях для получения заочного финансирования исследовательских лабораторий. После 15-летнего сотрудничества, два британских экспатрианта получили награду за «Метод расширения исследований во времени» (MERIT) от Национального института здравоохранения США (NIH). Награды MERIT были разработаны для предоставления долгосрочной грантовой поддержки ученых, чья исследовательская компетентность и производительность выше, и которые будут продолжать работать выдающимся образом. Сотрудники NIH и члены национальных консультативных советов определяют кандидатов на получение премии MERIT в ходе рассмотрения заявок на гранты конкурирующих исследований, поданных в Службу общественного здравоохранения США (PHS). Это имеет существенное значение, потому что бремя непрерывной генерации и подачи предложений может отвлекать и истощать ресурсы для завершения или расширения темы исследования. Награда MERIT была присуждена за синтез новых соединений технеция и изучение их взаимосвязи структура-активность в биологических системах.
Открытие Кардиолита привлекает наибольшее внимание из-за его коммерческого успеха, но Алан продолжал исследовать и определять нюансы химии технеция еще в течение десятилетия. Непрерывный поток талантливых студентов и аспирантов проходил через его лабораторию в Массачусетском технологическом институте и разделял любовь Алана к химии и духу товарищества. Алан предпочитал, чтобы его исследовательская группа была небольшой, обычно меньше шести студентов, ему нравилось наставлять молодых химиков и питать их энтузиазм. Вместе с преподавателями, посещающими творческие встречи, он продолжал совершенствовать возможности технологий для изучения поведения сложных химических и биологических систем. Вместе с Джоном Торнбаком (Университет Лафборо, Англия) и студентами Роном Перлштейном (Ph.D. 1988, МТИ) и Линн О'Коннелл (Ph.D. 1989, МТИ) он изучил свойства ЯМР 99Tc и изменения его сигнала в живых тканях. Это уникальное применение ЯМР-спектроскопии с Фурье-преобразованием было использовано для демонстрации отсутствия взаимодействия Кардиолита с внутриклеточными молекулами в тканях сердца.
Дэвисон и Джонс были основателями первого Международного симпозиума по применению технеция в химии и ядерной медицине, состоявшемся в Университете Падуи, Италия, в 1982 году. Итальянская площадка была выбрана в честь открытия технеция физиком Эмильо Сегре (Perrier & Segrè 1937). С тех пор эта встреча проводится каждые четыре года, хотя темы расширились и теперь включают в себя все радиоактивные металлы в медицине. Поддержка Дэвисона этой конференции, посвященной химии «горячих атомов» для применения и визуализации в молекулярной биологии, продолжалась в течение многих лет. Он поддерживал студентов в их работе над новыми соединениями технеция и их взаимодействия с биологическими системами. Заметные новые соединения были получены и представлены на тетра- и тритиолатных лигандах с технецием Надином Деврисом (Ph.D. 1988, МТИ), Натаном Брайсоном (Ph.D. 1988, МТИ) и Джессикой Кук (Ph.D. 1985, МТИ).
В творческом испытании, связанном с постоянным интересом к применению химии в ядерной медицине, Дэвисон предложил синтетическую мишень для комплекса технеция, содержащего шесть борсодержащих изоцианидных лигандов в клетке. Такая многоцелевая молекула может быть отображена с помощью гамма-камеры из-за свойств технеция, и она также будет нести значительную полезную нагрузку бора для разрушения опухоли с помощью бор-нейтрон-захватной терапии. Дополнительные проекты с аспирантами Терри Николсон (Ph.D.), Матиас Фрибе (Ph.D.) и Ашфак Махмуд (Ph.D.) были направлены на лечение меланомы и неврологических заболеваний, такие как болезнь Паркинсона.

## Педагогическая деятельность
На протяжении многих лет Алан Дэвисон был научным руководителем более 50 аспирантов, 24 из которых были сосредоточены на химии технеция, области, в которой он наиболее известен. Многочисленные аспиранты из его лаборатории стали лидерами в области ядерной медицины и продолжают вносить ценный вклад в молекулярную визуализацию. Не менее важным для Дэвисона, чем его научными достижениями, было то, что он много занимался наставничеством и воспитанием студентов. Алан Дэвисон (вместе с Алуном Джонсом) были давними членами бостонского «валлийского» клуба, где они делились духом товарищества с коллегами-экспатриантами, а также практиковали свои навыки древнего уэльского языка на ежемесячных встречах.
Алан Дэвисон был наделен невероятной памятью, очевидной на его лекциях, когда он без труда цитировал химическую литературу и соотносил ее с реальным опытом. Его память была острой, благодаря его уникальной системе хранения документов, которая занимала весь его офис с 2–3-футовыми стопками бумаг и публикаций. Раньше он говорил: «Я извиняюсь за беспорядок, но я точно знаю, где все», хотя для любого приглашенного ученого или уборщика офис был «случайным» хаосом. Когда-то Дэвисону был вручен большой серебряный кубок, украшенный следующей надписью: «Управление образования вручает эту награду профессору Алану Дэвисону в знак признания его 14-летней выдающейся поддержки и преданности интерфазе проекта». Интерфаза проекта - это программа, разработанная для облегчения перехода к МТИ и создания сообщества среди новых студентов. Он держал этот кубок в своем кабинете на протяжении многих лет. Наставничество Алана Дэвисона оказало глубокое влияние на его многочисленных учеников и докторов. Его блеск и химическая проницательность, сочетающиеся с юмором и состраданием, были драгоценным подарком для всех его учеников.
После ухода ученого на пенсию в 2005 году химический факультет Массачусетского технологического института учредил от его имени специальную лекционную организацию, напоминавшую о его приверженности наставничеству. Точно так же постоянным напоминанием о вкладе Дэвисона является премия Дэвисона, присуждаемая ежегодно за выдающуюся диссертацию МТИ Ph.D. по неорганической химии. Получатели этой награды сделали блестящую карьеру в академической и химической промышленности. За время своей научной деятельности Дэвисон стал автором или соавтором более 250 публикаций и одним из изобретателей девяти патентов. Один из них, патент на Кардиолит, превысил в течение трех лет сумму дохода от всех предыдущих патентов как от Гарварда, так и от МТИ.

## Награды
- 1967–1969 гг. Стипендиат Фонда Альфреда П. Слоуна
- 1990 Почетная стипендия, Университетский колледж Суонси, Великобритания
- 1990 Премия Герберта М. Штауффера за выдающуюся лабораторную работу
- 1993 Премия Пола Эберсолда за выдающиеся достижения в области фундаментальной науки в области ядерной медицины
- 1998 Падуанский университет, медаль за вклад в химию технеция и его применение в медицине
- 1999 Эрнест Х. Свифт, лекция, Калифорнийский технологический институт
- 2000 Член Королевского общества
- 2006 Премия Американского химического общества за химическое изобретение
- 2006 Награда Джейкоба Хескеля, Награда Университета Брандейса Лекции по биотехнологии и медицине
- 2006 Премия Уоллеса Карозерса
- 2009 Премия Георга Чарльза де Хевеси «Ядерный Пионер», Американское общество ядерной медицины

## Семья
В 1957 году Алан познакомился и женился на Фрэнсис Элизабет Гриффитс (11 января 1935–17 декабря 1995).  Родив пятерых детей со своей первой женой, он, хотя и работал по 12-16 часов в день, с большим удовольствием проводил время с семьей по выходным. Когда его дети стали старше, он начал организовывать мероприятия, такие как походы или вечеринки по приготовлению колбас, объединяющие семьи.
Второй женой в 1994 году стала Линн (Пенни) Доулинг, родилось еще двое детей (Эрин и Майлз). В 2005 году после ухода из Массачусетского технологического института он начал проводить больше времени в своем доме на берегу моря на Кейп-Код в штате Массачусетс. Он, наконец, стал уделять внимание другим своим интересам, включая садоводство, приготовление пищи, рыбалки и планированию экзотических семейных каникул. Алан Дэвисон мирно скончался в Северном Фалмуте, штат Массачусетс, после продолжительной болезни в окружении жены, Линн Дэвисон, и его детей: Джеки Дэвисон Келли, Фиона Дэвисон Блавельт, Роберт Дэвисон, Ровена Дэвисон Шоммер, Ян Дэвисон, Эрин Даулинг Люс и Майлз Доулинг, а также 16 внуков и четырех правнуков.

## Личные качества и увлечения
Алан Дэвисон был великим рассказчиком. Талант, который он развил задолго до того, как в интернете появились картинки и видео в этом жанре. Фактически, когда Алан посещал большие собрания по химии, он регулярно привлекал молодых химиков своим умением рассказывать занимательные и юмористические истории.
Алан любил регби, играл в него и несколько лет был тренером команды регби-клуба Массачусетского технологического института. Одной из традиций для всех членов исследовательской группы Дэвисона было ежегодное празднование дня рождения. По случайному совпадению, хотя Дэвисон старше Джонса на пять лет, их дни рождения отличались только на три дня. Дэвисон родился 24 марта, а Джонс — 21 марта. Совместное празднование дня рождения было однодневным мероприятием, которое начиналось с валлийского пива до полудня и иногда продолжалось до полуночи. За 30 лет совместной работы осталось много замечательных воспоминаний.